# Cáncer de apéndice
El cáncer de apéndice es un tipo de cáncer muy poco frecuente que se origina en el apéndice vermiforme, representa aproximadamente el 1% de los cánceres de origen gastrointestinal.
 Existen diferentes variantes según el tipo de células que originan el tumor, las formas más frecuentes son el tumor carcinoide que deriva de células neuroendocrinas y el carcinoma que procede de las células epiteliales que revisten el interior del órgano.  

## Síntomas
El síntoma más común es dolor abdominal, en ocasiones puede aparecer una masa abdominal palpable o producirse una obstrucción intestinal. En la mitad de los casos el cuadro clínico inicial es similar al de una apendicitis aguda, con dolor abdominal de inicio más o menos súbito localizado en la fosa ilíaca derecha. Muchos pacientes son intervenidos inicialmente por  sospecha de apendicitis aguda comprobándose durante la intervención o posteriormente en el estudio anatomopatológico la existencia de un tumor maligno.

## Tumor carcinoide
Los  tumores  carcinoides pueden presentarse en diferentes localizaciones, el 55% se encuentran en el tracto gastrointestinal y de ellos alrededor del 16% corresponden al apéndice vermiforme, el 45% al intestino delgado, el 16% al colon, el 20% al recto y el 7% a estómago. Este tipo de tumores
secretan diferentes sustancias, dependiendo del tipo celular, entre ellas insulina, glucagón, dopamina, gastrina, péptido intestinal vasoactivo, histamina, serotonina y somatostatina.

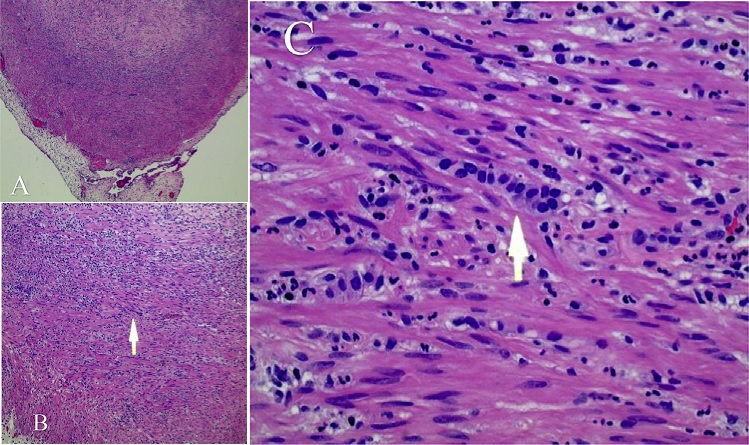
Tumor carcinoide del apéndice observado al microscopio. La flecha indica la ubicación de una acumulación de células neuroendocrinas.

## Carcinoma
Existen diferentes tipos dependiendo de las características histológicas del tumor, entre ellos el 
adenocarcinoma mucinoso, la neoplasia mucinosa de bajo grado y el carcinoma con células en anillo de sello. Los tumores mucinosos producen una sustancia gelatinosa que se llama mucina y pueden provocar complicaciones graves como el pseudomixoma peritoneal. El carcinoma con células en anillo de sello es poco frecuente pero muy agresivo.

### Pseudomixoma peritoneal
Se caracteriza porque la cavidad peritoneal se llena de contenido mucinoso y líquido (ascitis). Se debe a la extensión de un tumor maligno que inicialmente se localiza en el apéndice vermiforme o en otros puntos del abdomen.

## Linfoma
El linfoma primario de apéndice se presenta con muy poca frecuencia, corresponde a menos del 0.1% de los linfomas del tracto gastrointestinal, existen muy pocos casos publicados en la literatura médica. En adultos predomina el linfoma no Hodgkin de células grandes y en niños el linfoma de Burkitt. 